# Tender serbatoio
Nella tecnica delle ferrovie si definisce tender serbatoio un veicolo destinato a trasportare il combustibile necessario all'alimentazione di una locomotiva termica, sia essa una Diesel o una a turbina. Non va confuso con il tender ausiliario, che è adibito solo al trasporto di una ulteriore scorta di acqua necessaria per l'alimentazione della caldaia di una locomotiva a vapore nelle condizioni dell'esercizio che lo richiedono.
Il tender serbatoio può essere un tender già componente di una locomotiva a vapore radiata e demolita o un carro serbatoio, nuovo o adattato a quest'uso.

## Tender serbatoio

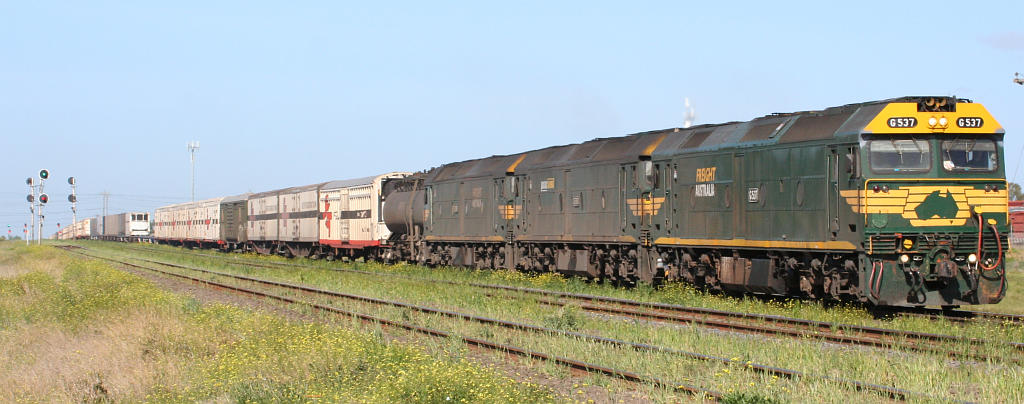
Un treno della società SCT Logistics in un servizio transcontinentale attraverso l'Australia. Il tender serbatoio, dietro le locomotive Diesel impegnate nella trazione, permette di diminuire il numero di fermate per il rifornimento di olio combustibile.

A volte un tender può essere utilizzato per una locomotiva Diesel. Si tratta di un carro serbatoio con una condotta per l'olio combustibile che lo collega alla locomotiva (o gruppo di locomotive) che esso alimenta e da cui, tramite appositi servomeccanismi, viene regolata l'erogazione.
La Burlington Northern utilizzò i tender serbatoi in aree fuori mano dove il costo dell'olio combustibile era eccessivo. La nafta poteva essere acquistata a buon mercato altrove e caricata sul tender. Una composizione molto comune consisteva in due locomotive del tipo EMD SD40-2 con un tender intercalato. Alcuni tender serbatoi sono rimasti in uso anche dopo la fusione della Burlington Northern con la Santa Fe che originò la Burlington Northern Santa Fe, e mantennero a lungo lo schema di verniciatura originale in nero e verde della Burlington Northern.
I tender serbatoio per locomotive Diesel furono sperimentati per breve tempo anche dalla Southern Pacific. In questo caso furono impiegati anche veri carri serbatoi, adattati a quest'uso, insieme a veri tender di locomotive a vapore ormai radiate e demolite.
L'Union Pacific Railroad utilizzò i tender serbatoi per le sue locomotive con turbina a gas. Essi, in origine, erano normali tender per locomotive a vapore, e quindi furono utilizzati per contenere la nafta del tipo "Bunker C". Avevano una capacità di 87 000 litri. Dopo la radiazione delle locomotive con turbina a gas, alcuni di essi furono riutilizzati come tender ausiliari per l'acqua di alimentazione delle locomotive a vapore conservate per la trazione dei treni storici.
Sono stati sviluppati anche dei tender per il trasporto del gas di petrolio liquefatto, alimentanti le locomotive Diesel trasformate per l'impiego di tale combustibile.